# Made in the A.M.
Made in the A.M. è il quinto album in studio del gruppo musicale britannico One Direction, pubblicato il 13 novembre 2015 dalla Columbia Records e dalla Syco Music.
Si tratta del primo album realizzato senza Zayn Malik, il quale aveva lasciato il gruppo nel marzo 2015 a causa del troppo stress, ed è stato anticipato dai singoli Drag Me Down e Perfect, pubblicati rispettivamente il 31 luglio e il 16 ottobre 2015, nonché dal brano Infinity, reso disponibile per l'ascolto il 22 settembre e divenuto successivamente il terzo singolo estratto il 4 dicembre 2015.

## Antefatti
Le prime dichiarazioni ufficiali riguardanti l'uscita dell'album avvennero nel luglio 2015, quando venne pubblicato per il download digitale il singolo Drag Me Down, che in poco tempo si ritrovò in vetta alla classifica di iTunes in 82 Paesi del mondo, oltre a divenire il primo brano nella storia della musica a debuttare direttamente in vetta su Spotify, registrando 4.75 milioni di streaming in un unico giorno, battendo in tal modo il primato presieduto in precedenza da See You Again di Wiz Khalifa e Charlie Puth: il gruppo dichiarò che sarebbe stato il primo brano musicale estratto dal loro nuovo lavoro in studio, per il quale, però, non sarebbe stato previsto un tour promozionale nell'anno a venire. A seguito ad alcune voci a proposito di un possibile scioglimento della band, Niall Horan ha dichiarato al quotidiano The Sun: 
Il 22 settembre il gruppo ha pubblicato un video messaggio ai fan tramite Twitter, nel quale hanno annunciato la data di uscita dell'album, il nome, la copertina e il numero di tracce in esso contenute; in concomitanza con l'annuncio è stato reso disponibile un secondo brano per il download digitale, intitolato Infinity.
L'11 ottobre il quartetto ha rivelato la lista tracce dell'album attraverso alcuni video pubblicati su Snapchat, mentre il 16 ottobre 2015 è stato pubblicato il secondo singolo estratto dall'album, Perfect, composto da Harry Styles e Louis Tomlinson insieme a Julian Bunetta, Jesse Shatkin, Jacob Kasher, John Ryan e Maureen Anne McDonald. Per quest'ultimo, è stato realizzato un videoclip, pubblicato il 21 ottobre, data nel quale è stato reso disponibile per l'ascolto anche il brano Home, pubblicato come b-side nel singolo di Perfect.
Il 4 dicembre 2015 il gruppo ha pubblicato come terzo singolo il brano Infinity, mentre il 26 gennaio 2016 hanno reso pubblico attraverso Vevo il videoclip del brano History, estratto come singolo il 5 febbraio 2016.

## Tracce
1. Hey Angel – 4:00 (Julian Bunetta, John Ryan, Ed Drewett)
2. Drag Me Down – 3:12 (Julian Bunetta, John Ryan, Jamie Scott)
3. Perfect – 3:50 (Harry Styles, Louis Tomlinson, Jesse Shatkin, Jacob Kasher, John Ryan, Maureen Anne McDonald, Julian Bunetta)
4. Infinity – 4:09 (Julian Bunetta, John Ryan, Jamie Scott)
5. End of the Day – 3:14 (Julian Bunetta, John Ryan, Gamal "LunchMoney" Lewis, Jacob Kasher, Ed Drewett, Wayne Hector, Louis Tomlinson, Liam Payne)
6. If I Could Fly – 3:50 (Johan Carlsson, Ross Golan, Harry Styles)
7. Long Way Down – 3:12 (Julian Bunetta, John Ryan, Jamie Scott, Louis Tomlinson, Liam Payne)
8. Never Enough – 3:33 (Julian Bunetta, John Ryan, Jamie Scott, Niall Horan)
9. Olivia – 2:57 (Julian Bunetta, John Ryan, Harry Styles)
10. What a Feeling – 3:20 (Liam Payne, Louis Tomlinson, Daniel Bryer, Mike Needle, Jamie Scott)
11. Love You, Goodbye – 3:16 (Julian Bunetta, Louis Tomlinson, Jacob Kasher)
12. I Want to Write You a Song – 2:59 (Julian Bunetta, John Ryan, Ammar Malik)
13. History – 3:07 (Wayne Hector, John Ryan, Ed Drewett, Julian Bunetta, Liam Payne, Louis Tomlinson)

Tracce bonus nell'edizione deluxe
1. Temporary Fix – 2:55 (TMS, Niall Horan, Wayne Hector)
2. Walking in the Wind – 3:22 (Julian Bunetta, Harry Styles, Jamie Scott, John Ryan)
3. Wolves – 4:01 (Will Champlin, Andrew Haas, Ian Franzino, Niall Horan, Liam Payne)
4. A.M. – 3:29 (Julian Bunetta, Harry Styles, Louis Tomlinson, Ed Drewett, Liam Payne, John Ryan, Niall Horan, Wayne Hector)

Tracce multimediali nell'edizione deluxe di iTunes
1. Backstage at the Apple Music Festival 2015 – 5:52 – disponibile solo su prenotazione
2. Drag Me Down (Live from the Apple Music Festival 2015) – 3:04 – disponibile solo su prenotazione

## Classifiche

### Classifiche settimanali
| Classifiche (2015)       | Posizione massima |
| ------------------------ | ----------------- |
| Australia                | 2                 |
| Austria                  | 2                 |
| Belgio (Fiandre)         | 1                 |
| Belgio (Vallonia)        | 2                 |
| Canada                   | 2                 |
| Croazia                  | 2                 |
| Danimarca                | 4                 |
| Finlandia                | 1                 |
| Francia                  | 4                 |
| Germania                 | 2                 |
| Giappone                 | 3                 |
| Irlanda                  | 1                 |
| Italia                   | 1                 |
| Norvegia                 | 2                 |
| Nuova Zelanda            | 2                 |
| Paesi Bassi              | 3                 |
| Polonia                  | 1                 |
| Portogallo               | 1                 |
| Regno Unito              | 1                 |
| Repubblica Ceca          | 3                 |
| Spagna                   | 1                 |
| Stati Uniti              | 1                 |
| Stati Uniti (tastemaker) | 8                 |
| Svezia                   | 2                 |
| Svizzera                 | 3                 |
| Ungheria                 | 3                 |

### Classifiche di fine anno
| Classifica (2020) | Posizione |
| ----------------- | --------- |
| Belgio (Fiandre)  | 85        |
| Portogallo        | 60        |
| Classifica (2021) | Posizione |
| Australia         | 97        |
| Belgio (Fiandre)  | 78        |
| Portogallo        | 60        |
| Classifica (2022) | Posizione |
| Belgio (Fiandre)  | 177       |
| Classifica (2023) | Posizione |
| Portogallo        | 86        |